# Luigi Stracciari
Luigi Stracciari (Padova, 2 dicembre 1900 – Pineta di Sortenna, 1º giugno 1943) è stato un pittore e scenografo italiano.

## Biografia

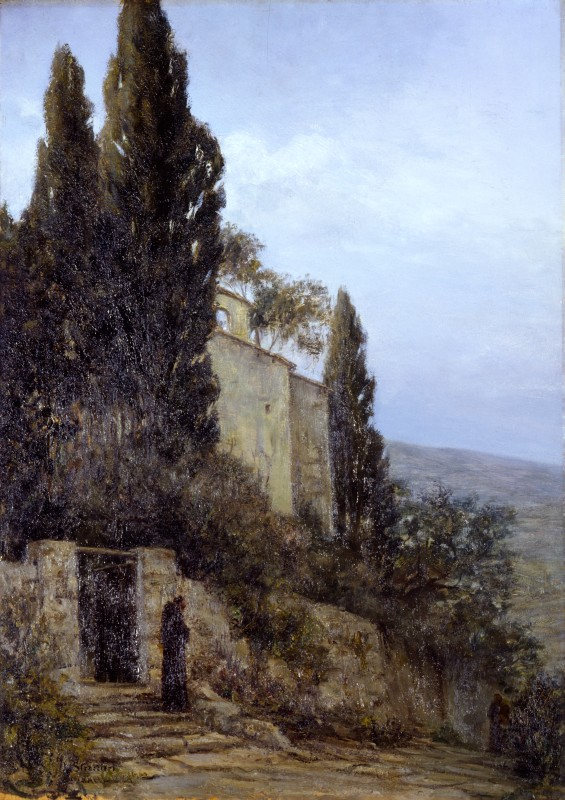
Ritorno dalla questua (1929) coll. Fondazione Cariplo

Luigi Stracciari nasce a Padova il 2 dicembre 1900, il padre è il celebre baritono Riccardo che lo vorrebbe ingegnere navale. Contrariamente ai desideri paterni il giovane Luigi dipinge, disegna, e nel 1918 appena finito il liceo si arruola volontario.
Parte con il 7º genio telegrafisti per l'Estremo Oriente, destinato a raggiungere la zona della Siberia dove è in corso il conflitto tra Bolscevichi e russi bianchi per proteggere le linee di comunicazione. Durante il difficile viaggio tra Vladivostok e Krasnojarsk tiene un diario e scatta fotografie, ma distruggerà in seguito alcune delle testimonianze più cruente. Insieme ai commilitoni lascia Krasnojarsk per Tianjin nell'estate del 1919, dove trascorre sei mesi e con i suoi schizzi e scatti fotografici documenta usi e costumi della Cina dell'epoca. Nel tempo libero illustra anche il giornalino dei soldati.
Una volta reimpatriato si stabilisce a San Remo con i genitori e studia pittura sotto la guida di Jules Pierre van Biesbroeck, pittore belga in villeggiatura a Bordighera. Nei suoi quadri di questo periodo, forse il più riuscito della sua breve carriera, traspare l'attenzione per la luce e il paesaggio.
Negli anni seguenti attinge anche alle proprie memorie di Siberia e Cina per dipingere e illustra libri e riviste. Probabilmente grazie ai contatti del padre si avvicina all'ambiente teatrale, realizzando scenografie e figurini teatrali per la Scala di Milano, l'Opera di Roma e il Metropolitan di New York.
Luigi Stracciari muore a Pineta di Sortenna il 1º giugno 1943. È sepolto nella tomba di famiglia, nel sotterraneo del Chiostro VI della Certosa di Bologna.
Sue opere sono conservate al Museo del Risorgimento di Roma, nella Galleria civica di San Remo e in varie collezioni private.